# Gliese 84
Gliese 84 is een hoofdreeksster van het type M2.5, gelegen in het sterrenbeeld Walvis op 30,40 lichtjaar van de Zon. De ster heeft een baansnelheid rond het galactisch centrum van 61,6 km/s.